# آقای مرگ: صعود و سقوط فرد ای. لویشتر، جونیور
آقای مرگ: صعود و سقوط فرد ای. لویشتر، جونیور (انگلیسی: Mr. Death: The Rise and Fall of Fred A. Leuchter, Jr.) فیلمی مستند به کارگردانی ارول موریس محصول سال ۱۹۹۹ است که به فرد ای. لویشتر، تکنسین اعدام پرداخته است.